# Fay Kanin

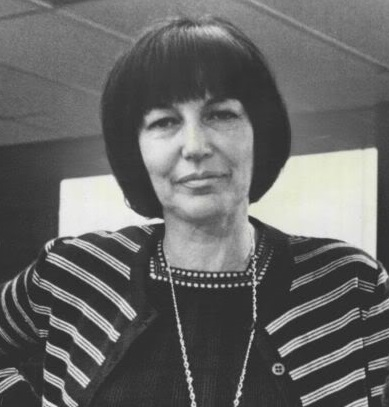
Fay Kanin (1974)

Fay Kanin (* 9. Mai 1917 in New York City als Fay Mitchell; † 27. März 2013 in Santa Monica, Kalifornien) war eine US-amerikanische Drehbuchautorin und Filmproduzentin. Von 1979 bis 1983 war sie Präsidentin der Academy of Motion Picture Arts and Sciences.

## Leben
Kanin wuchs in Elmira, New York auf. Im Alter von 12 Jahren erhielt sie aus den Händen des damaligen Gouverneurs Franklin Roosevelt einen Pokal für den Gewinn des Buchstabierwettbewerbs des Staates New York. Nach dem Umzug ihrer Familie nach Kalifornien besuchte sie die University of Southern California, die sie mit einem Bachelortitel abschloss. Danach arbeitete sie als Drehbuchautorin für RKO Pictures. Daneben spielte sie in einem kleinen Theater, wo sie Michael Kanin kennenlernte, den sie 1940 heiratete.
1942 verkauften sie das erste gemeinsam erstellte Drehbuch an Metro-Goldwyn-Mayer. Während ihr Mann an einem anderen Filmprojekt arbeitete, verfasste Kanin das Bühnenstück Goodbye My Fancy, das es mit Madeleine Carroll, Conrad Nagel und Shirley Booth in den Hauptrollen in der Broadwaysaison 1948/49 auf insgesamt 446 Aufführungen brachte. Das Stück wurde 1951 mit Joan Crawford und Robert Young in den Hauptrollen verfilmt. Bis 1985 kamen vier weitere ihrer Stücke zu einer Broadway-Aufführung, für Grind wurde sie 1985 für einen Tony Award nominiert.
In der McCarthy-Ära wurden beide auf die Schwarze Liste gesetzt. Erst auf Druck des Regisseurs Charles Vidor konnten sie weiter für MGM arbeiten. Zusammen mit ihrem Mann schrieb sie das Drehbuch für den Spielfilm Reporter der Liebe mit Clark Gable und Doris Day in den Hauptrollen. 1959 wurde ihr Drehbuch für den Oscar nominiert. Mit Beginn der 1970er Jahre arbeitete sie auch für das Fernsehen und schrieb mehrere Fernsehspiele. Ihre Arbeit wurde mit drei Emmy-Awards und weiteren Nominierungen gewürdigt. Hervorzuheben ist hierbei insbesondere das Vietnam-Drama Fürs Vaterland zu sterben, das 1979 laut Einschaltquotenmessung von ungefähr 60 Millionen Zuschauern gesehen wurde.
Kanin war von 1979 bis 1983 in vier Amtsperioden Präsidentin der Academy of Motion Picture Arts and Sciences, die unter anderem für die Vergabe der Oscars verantwortlich ist. Sie war erst die zweite Präsidentin nach Bette Davis, die jedoch nur einen Monat im Amt gewesen war. Sie hielt darüber hinaus Positionen in der Writers Guild of America, im American Film Institute und im Library of Congress.

## Filmografie (Auswahl)
- 1954: Symphonie des Herzens (Rhapsody) – Regie: Charles Vidor
- 1956: Das schwache Geschlecht (The Opposite Sex) – Regie: David Miller
- 1958: Reporter der Liebe (Teacher’s Pet) – Regie: George Seaton
- 1961: The Right Approach
- 1962: Degenduell (La congiura dei dieci) – Regie: Étienne Périer, Baccio Bandini
- 1974: Tell Me Where It Hurts (TV) – Regie: Paul Bogart
- 1975: Unterm Strich (Hustling) (TV) – Regie: Joseph Sargent
- 1979: Fürs Vaterland zu sterben (Friendly Fire) (TV) – Regie: David Greene
- 1984: Heartsounds (TV) – Regie: Glenn Jordan

## Broadway
- 1948: Goodbye, My Fancy
- 1954: His and Hers
- 1959: Rashomon
- 1961: The Gay Life
- 1985: Grind

## Auszeichnungen
- 1959: Oscar-Nominierung für Reporter der Liebe
- 1959: WGA-Award-Nominierung für Reporter der Liebe
- 1974: Emmy-Award für Tell Me Where It Hurts (Best Writing)
- 1974: Emmy-Award für Tell Me Where It Hurts (Writer of the year)
- 1975: Emmy-Nominierung für Unterm Strich
- 1979: Emmy-Nominierung für Fürs Vaterland zu sterben (Outstanding Writing)
- 1979: Emmy-Award für Fürs Vaterland zu sterben (Outstanding Drama)
- 1985: Emmy-Nominierung für Heartsounds
- 1985: Tony-Award-Nominierung für Grind